# 何向东

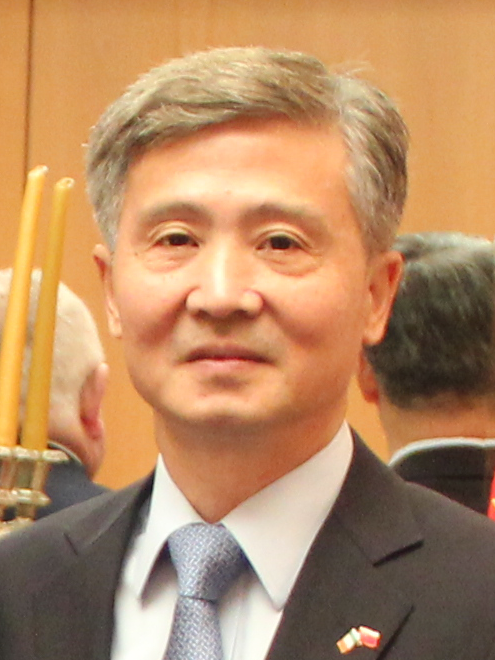
何向东 (2024)

何向东（1964年2月—），男，籍贯浙江武义，生于湖南，中华人民共和国政治人物、外交官，曾任中华人民共和国驻南苏丹特命全权大使和中华人民共和国驻爱尔兰特命全权大使。

## 生平
何向东1985年毕业于武汉大学经济系，进入世界知识出版社工作，在《世界知识》杂志担任记者、编辑、编辑部副主任。1994年，任驻阿曼大使馆二等秘书。1996年，任驻沙特阿拉伯大使馆二等秘书，后升一等秘书。1999年，任外交部政策研究室一等秘书、处长。2004年，任驻美国大使馆参赞，2006年职级升为副司级。2012年，任外交部北美大洋洲司参赞。2014年，挂职甘肃省兰州市副市长。2016年9月，出任中华人民共和国驻南苏丹大使。2019年5月，出任中华人民共和国驻爱尔兰大使。2024年10月，自驻爱尔兰大使离任。

## 家庭
已婚，有一子。